# Palacio de Justicia del Condado de Greeley (Nebraska)
El Palacio de Justicia del Condado de Greeley (en inglés, Greeley County Courthouse) es un edificio de gobierno situado en Greeley, en el estado de Nebraska (Estados Unidos). Se construyó en 1914. Fue diseñado por los arquitectos Berlinghof & Davis en estilo neoclásico. Fue incluido en el Registro Nacional de Lugares Históricos en 1990.
Es un edificio de tres pisos sobre un sótano, con cimientos y molduras de piedra caliza en tonos dorados, y paredes de ladrillo de color tostado grisáceo. Se ha descrito como "un buen ejemplo del trabajo del arquitecto de Nebraska George A. Berlinghof (aquí como Berlinghof & Davis), que representa la evolución de sus diseños. El juzgado es una versión menos elaborada del juzgado del condado de Howard construido entre 1912 y 1915 en el siguiente condado al sur de Greeley".

## Galería

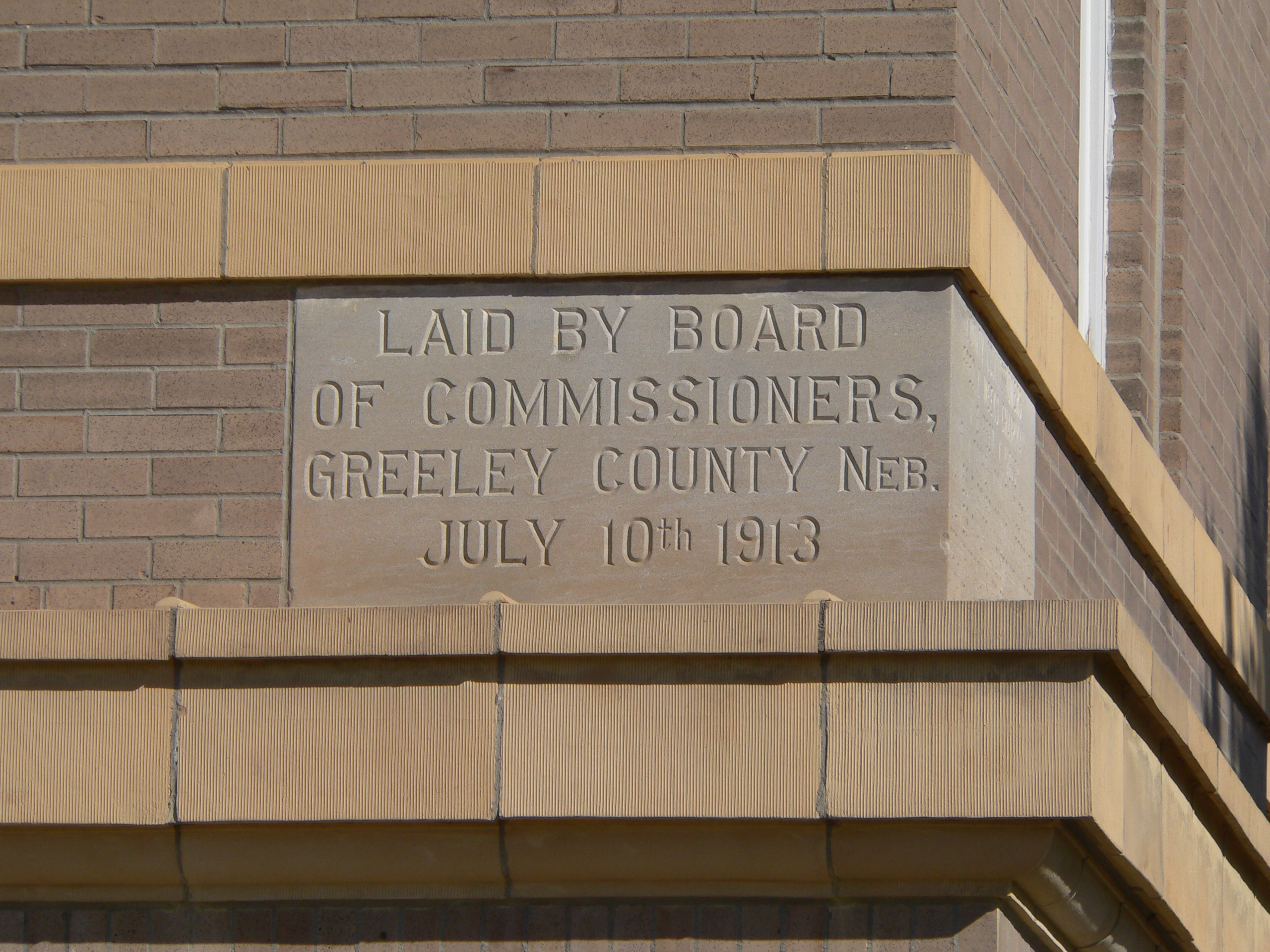
Piedra angular
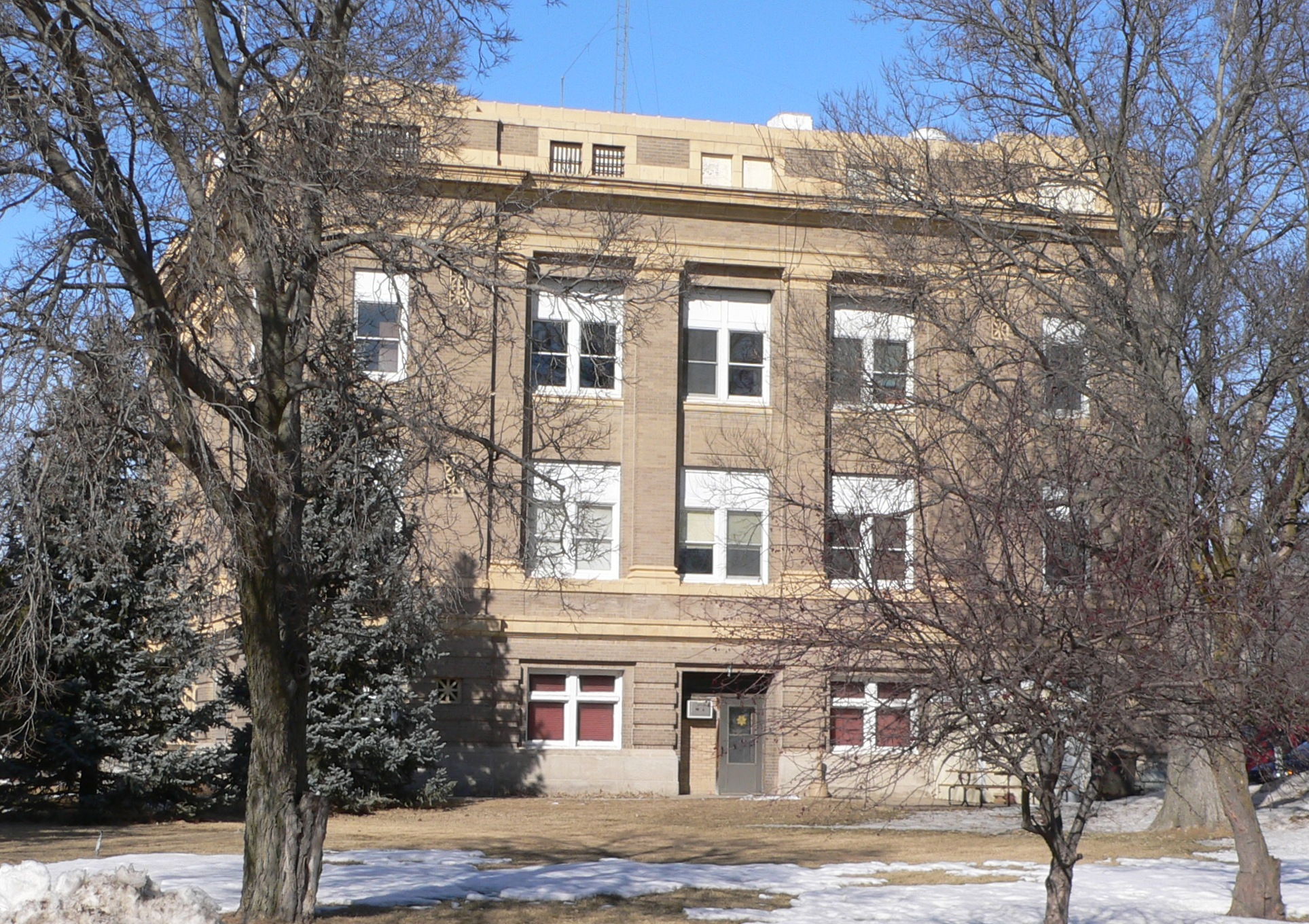
Costado sur
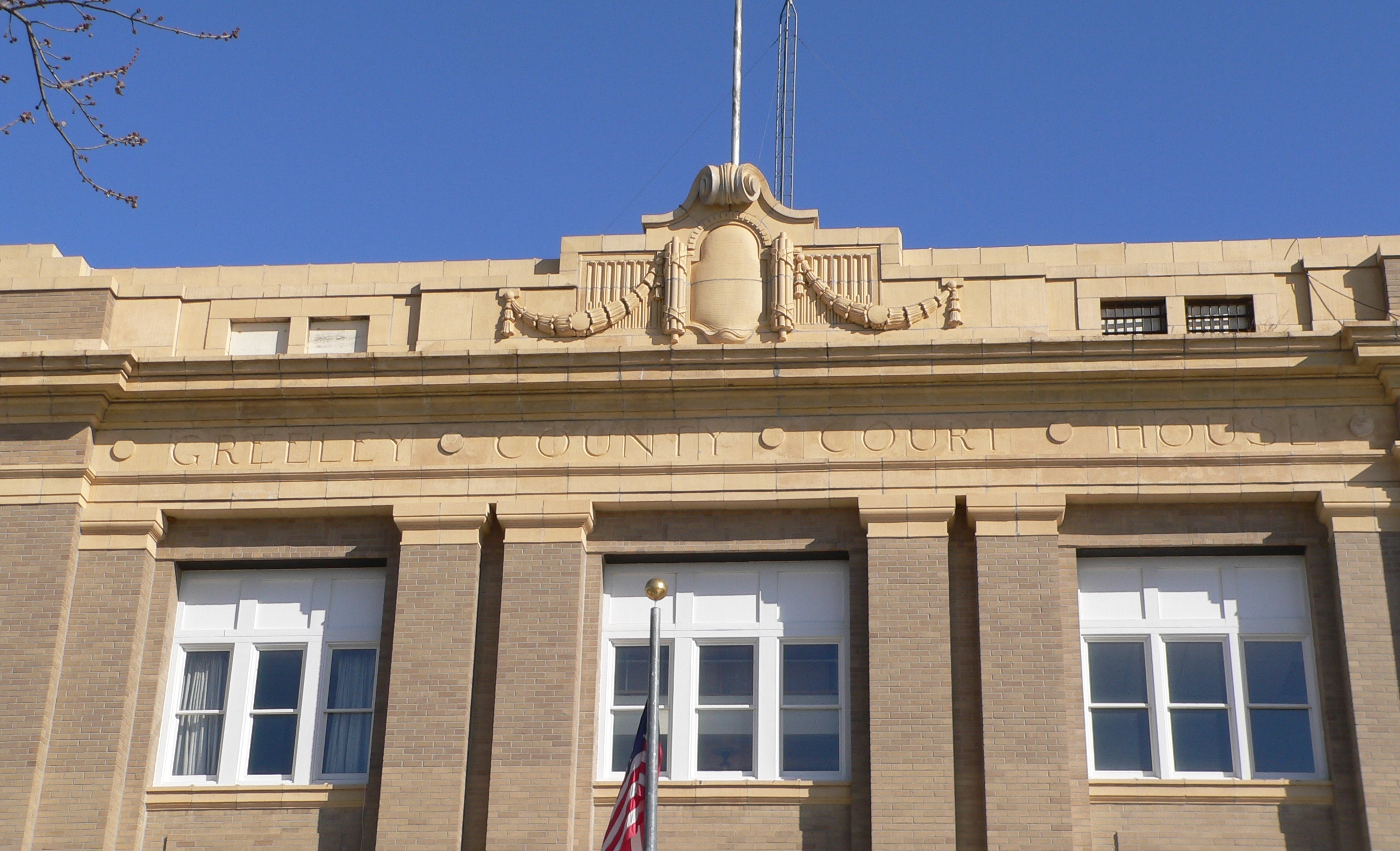
Detalle de la fachada
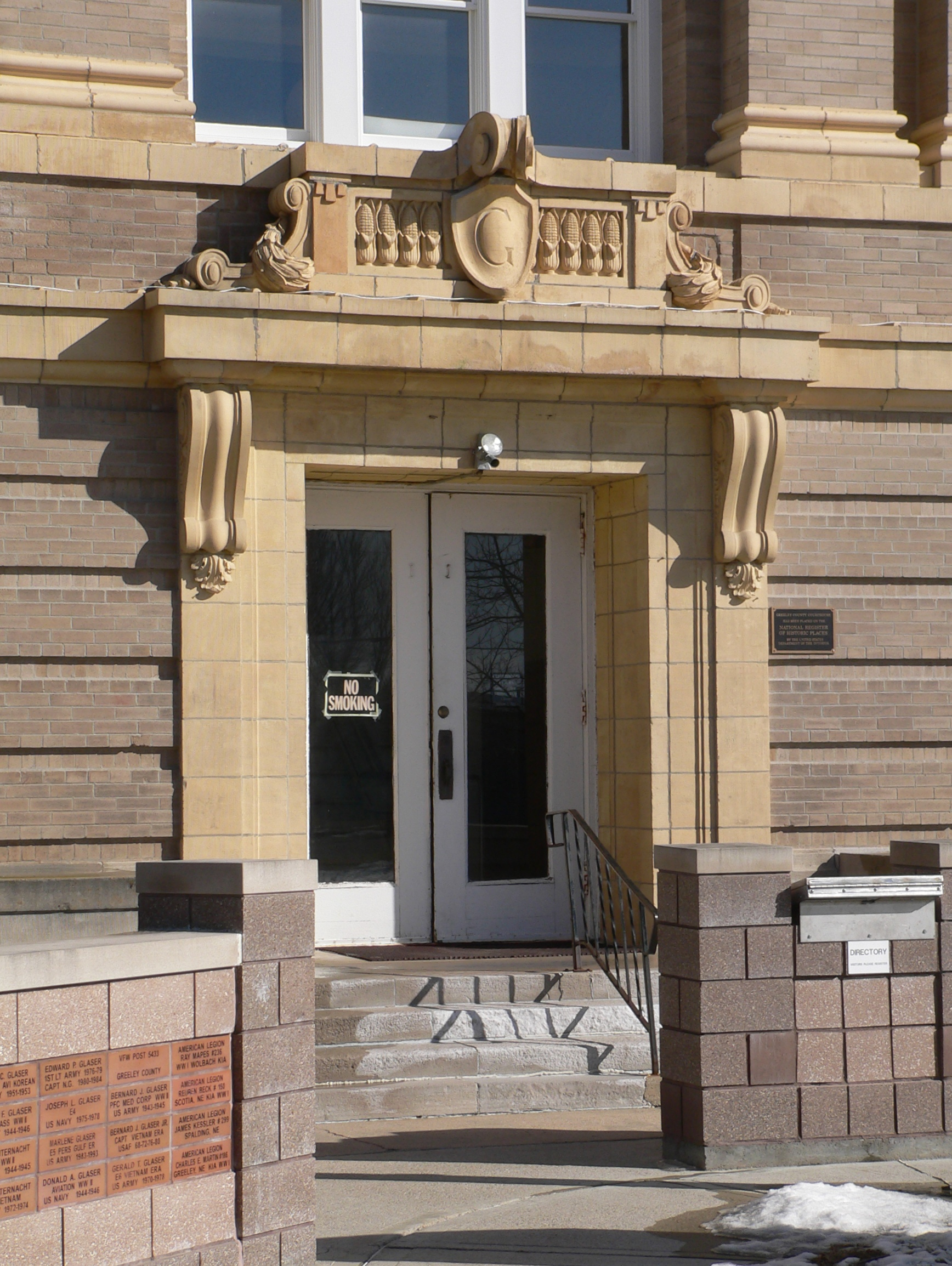
Entrada